# Отворена предна незакръглена гласна
Отворената предна незакръглена гласна е вид гласен звук, използван в някои говорими езици. В Международната фонетична азбука той се отбелязва със символа a. Много близък е до българския звук, обозначаван с „а“, в ударена позиция, като е с малко по-предно произнасяне от него.
Отворената предна незакръглена гласна се използва в езици като арабски (أنا‎, [anaː]), мандарин (安, [ʔan˥]), нидерландски (aas, [aːs]), полски (jajo, [ˈjajɔ]).